# Objaw Halsteadta
Objaw Halsteadta – objaw kliniczny polegający na marmurkowatości kończyn i brzucha, przypisywany dawniej ostremu zapaleniu trzustki. W rzeczywistości marmurkowatość jest jednym z objawów rozwijającego się wstrząsu i nie jest swoista dla ostrego zapalenia trzustki, jest natomiast rokowniczo niekorzystna, podobnie jak objawy Cullena i Greya Turnera.